# 저녁에 부는 바람
《저녁에 부는 바람》은 1989년 1월 13일에 방영한 KBS 드라마게임이다.

## 등장 인물
- 박병호
- 정영숙
- 서승현
- 홍유진
- 이원설
- 강영아
- 이화영
- 이배국
- 한경선
- 김서라
- 심우창
- 여운국